# Kościół Narodzenia Najświętszej Maryi Panny w Warszawie
Kościół Narodzenia Najświętszej Maryi Panny – kościół znajdujący się przy al. „Solidarności” 80 (dawniej ul. Leszno 32) w dzielnicy Śródmieście w Warszawie.

## Historia
Kościół zbudowany w latach 1682–1732 jako kościół przylegający do klasztoru karmelitów trzewiczkowych.
Prowincjał polsko-litewski zakonu karmelitów trzewiczkowych o. Marcin Charzewicz, za pośrednictwem o. dra teologii Marcina Behma rejenta generalnego prowincji, nabył od ppłk Jana Weretyckiego i jego żony posiadłość w miasteczku Leszno pod Warszawą za kwotę 2000 ówczesnych złotych. Biskup poznański Stefan Wierzbowski 2 września 1682 w liście do prowincjała zakonu zezwolił karmelitom podnieść krzyż i odprawiać nabożeństwa, co było równoznaczne z pozwoleniem na budowę kościoła i klasztoru. Zgodę na budowę wyrazili również bracia Leszczyńscy, właściciele Leszna, Bogusław – opat czerwiński i proboszcz płocki oraz Rafał – ojciec późniejszego króla Stanisława Leszczyńskiego.
Pierwsze nabożeństwo odbyło się 8 września 1682 w kaplicy urządzonej w nabytej posiadłości, „przed cudownym obrazem w srebrnych ramach, nieznanego autora a przedstawiającym Matkę Boską”. Obraz ten został potem umieszczony w ołtarzu głównym kościoła.

Julian Bartoszewicz tak opisuje erygowanie kościoła (pisownia oryginalna z pominięciem akcentów é):

Kiedy więc niczego nie brakowało dla wydania kanonicznej erekcyi kościoła, kiedy księża już siedzieli w domostwie, a w kaplicy codziennie odbywało się nabożeństwo, kiedy fabrykę już rozpoczęto, karmelici zgłosili się do biskupa, który z ramienia swego wyznaczył na ten cel księdza officyjała. Był nim podówczas Mikołaj Stanisław Święcicki opat trzemeszyński, dziekan poznański, scholastyk warszawski i proboszcz krakowski. Złożyli zakonnicy przed nim wszystkie swoje dowody. Officyjał zastrzegłszy prawo parafialne, wydał im erekcyją na dniu 6 kwietnia 1683 roku. W skutku tego zaraz odbyła się na Lesznie procesyja, przez którą wprowadzono księży karmelitów do owego klasztoru i kaplicy. Uroczystość ta odbyła się rano o dziesiątej; szedł na niej ksiądz Behm z erekcyją, a towarzyszyli temu uproszeni na świadków pan kasztelan podlaski Marcin Oborski i pan Sebastyjan Gilbaszewski sąsiad karmelitów, insygator koronny.

Wyżej jest mowa o Marcinie Oborskim – marszałku sejmu w latach 1666 i 1672.
Kościół został poświęcony 27 kwietnia 1732 przez legata papieskiego w Polsce Camillo Paolucciego. Cztery ołtarze boczne poświęcono świętym: Józefowi, Wojciechowi, Eliaszowi i Magdalenie de’ Pazzi. Obrazy do tych ołtarzy namalował Szymon Czechowicz.
W czasie wojny północnej klasztor został zajęty przez Szwedów, skąd 28 lipca 1704 wyruszyło ich poselstwo do przybywającego w tym czasie do Warszawy nowo wybranego króla Stanisława Leszczyńskiego.
W 1818 klasztor został częściowo przejęty przez władze i przeznaczony na więzienie. W 1822 zostali tu osadzeni m.in. Walerian Łukasiński i inni członkowie Towarzystwa Patriotycznego. Więzieni tu byli również Ignacy Prądzyński, Maurycy Mochnacki i Piotr Wysocki.
Kościół został odrestaurowany w 1853; wtedy też dobudowano kaplicę i zegar na wieży. Koszt odnowy wyniósł przeszło 22 000 złp. (rubli srebrnych 3 315 kop. 20), z czego rząd przeznaczył na ten cel 500 rubli srebrnych.
W latach 1940−1942 był jednym z dwóch czynnych kościołów w granicach getta (drugim był kościół Wszystkich Świętych). Po wojnie kościół i budynki dawnego klasztoru były zniszczone w ok. 45%. Świątynia została odbudowana w latach 1951–1956. Zabudowania klasztorne nie zostały odbudowane, pozostał tylko piętrowy aneks.
W kościele wisi kopia obrazu Matki Boskiej Białynickiej z Białynicz, której oryginał znajdował się na zamku w Lachowiczach podczas trzymiesięcznej obrony przed wojskami moskiewskimi w 1660, porównywanej do obrony Jasnej Góry w 1655.  Warszawski obraz znany od 1641 roku, zaginął w powstaniu warszawskim, obecny wizerunek jest jego kopią.
W 1968 zbudowano 25-głosowe organy. W latach 1984–1985 przy kościele wzniesiono plebanię. W 2009 przeszedł częściowy remont elewacji. Przy okazji remontu odtworzono barokową kolorystykę frontu kościoła, który stał się purpurowy.

## Przesunięcie budynku w 1962 roku
Po wybudowaniu trasy W-Z poszerzano później aleję gen. K. Świerczewskiego (od 1991 aleja. „Solidarności“). Front kościoła znalazłby się pośrodku nowej jezdni. Z tego powodu, nocą z 30 listopada na 1 grudnia 1962, kościół został przesunięty o 21 metrów na północ bez konieczności przeprowadzenia rozbiórki i prac rekonstrukcyjnych. Było to pierwsze w Europie i trzecie na świecie przesunięcie obiektu sakralnego. Miejsce dawnej lokalizacji kościoła jest zaznaczone na chodniku i jezdni alei „Solidarności” granitową kostką.

## Galeria

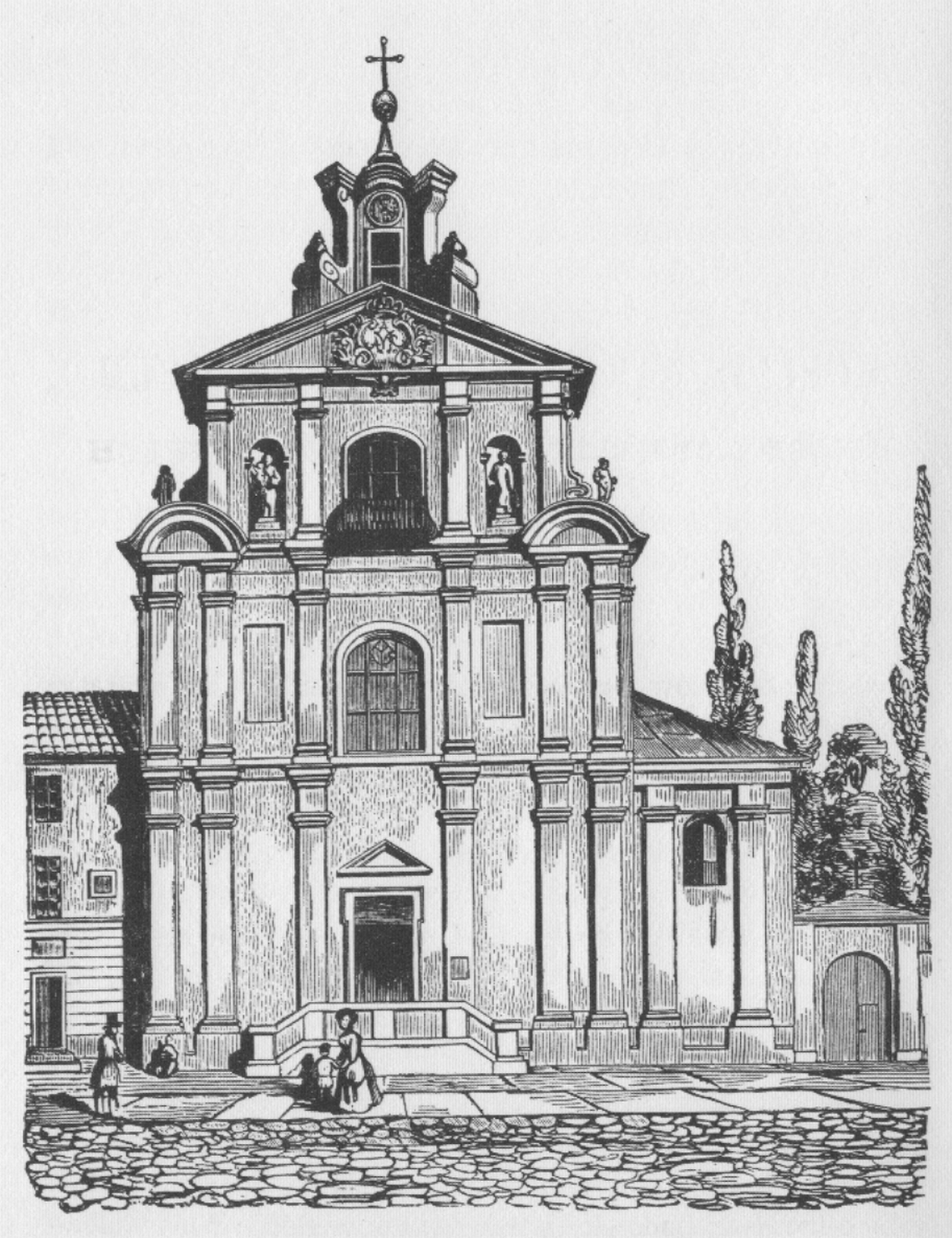
Świątynia w XIX wieku
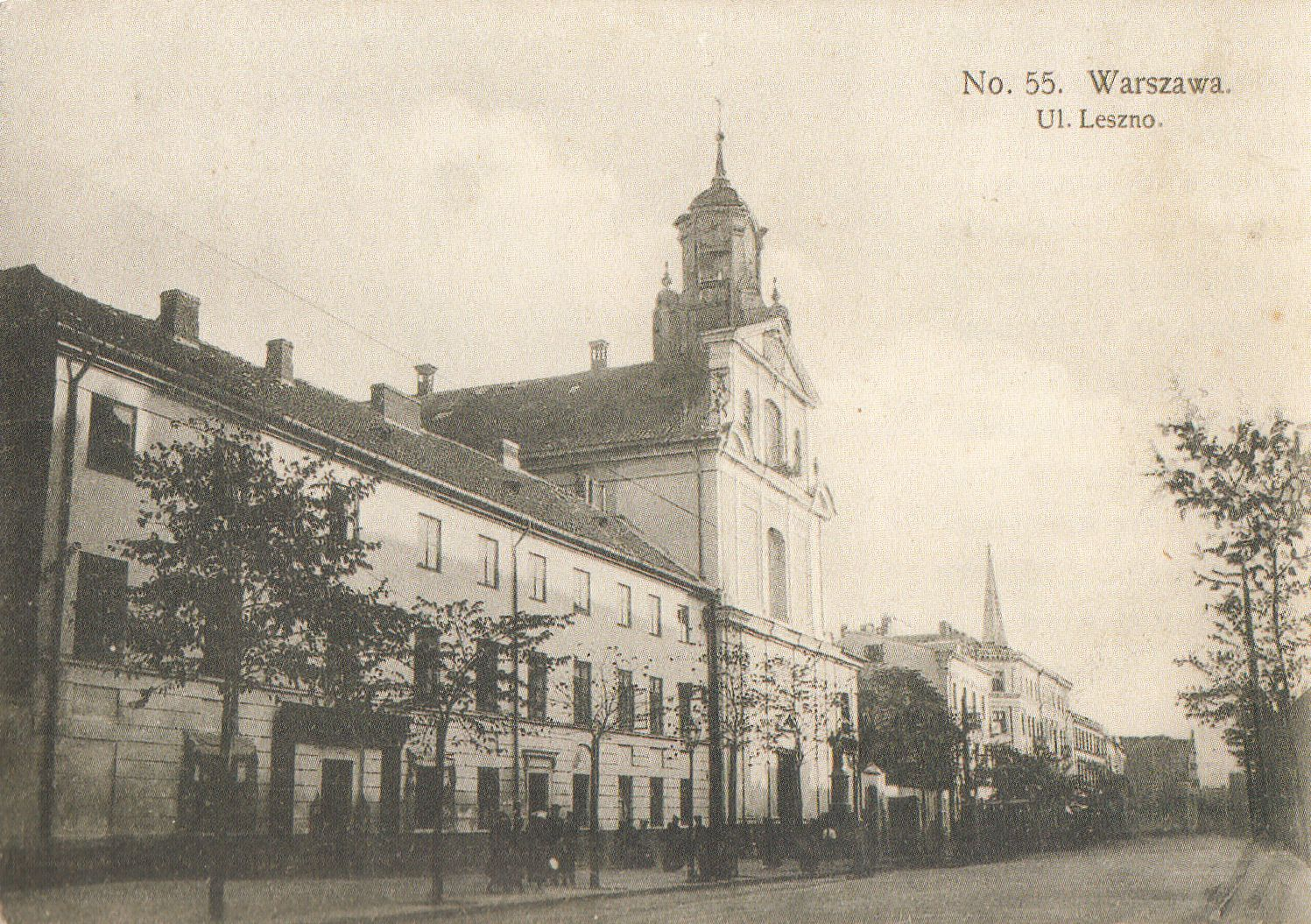
Kościół i budynki klasztorne ok. 1908
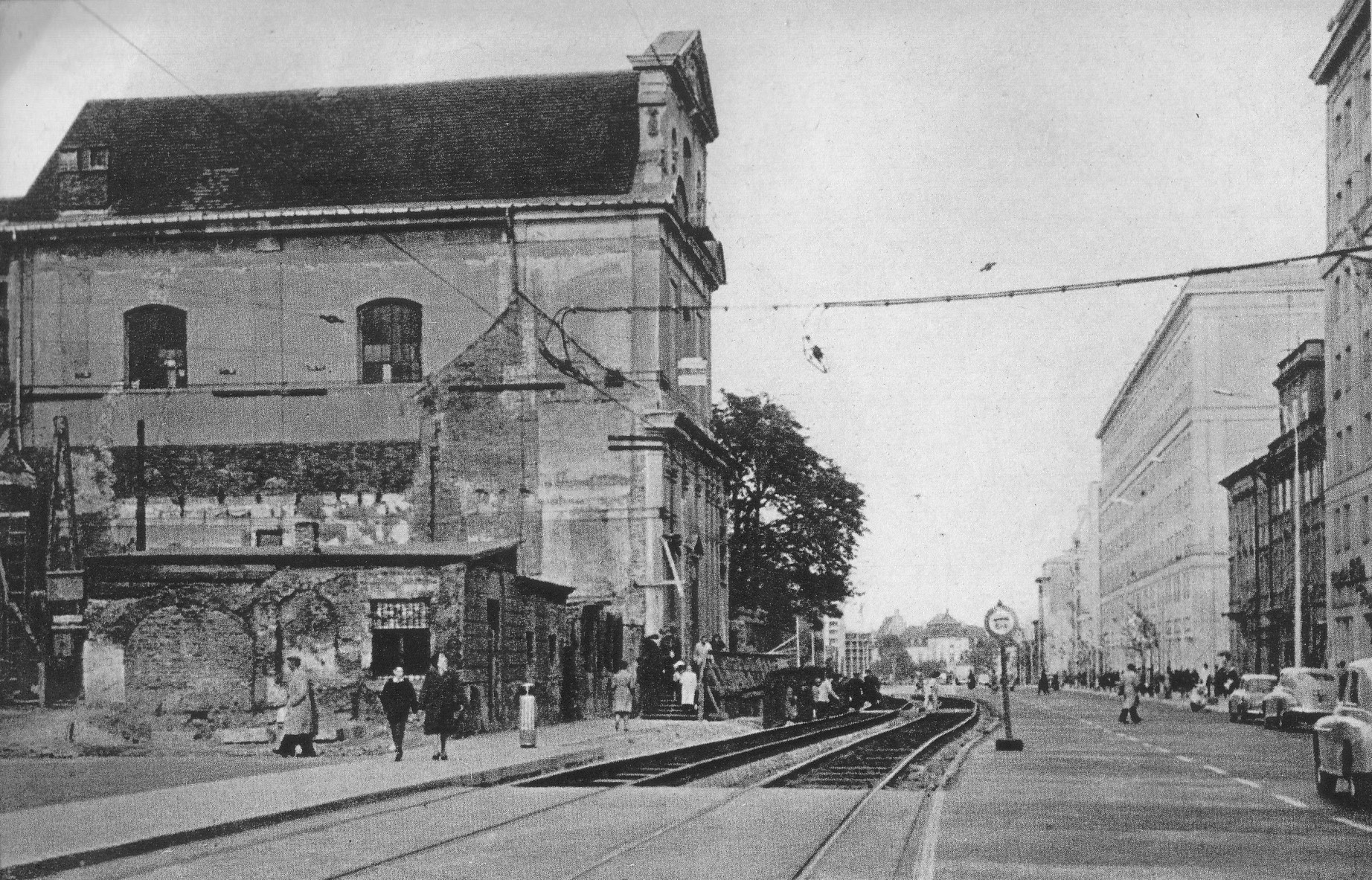
Świątynia przed...
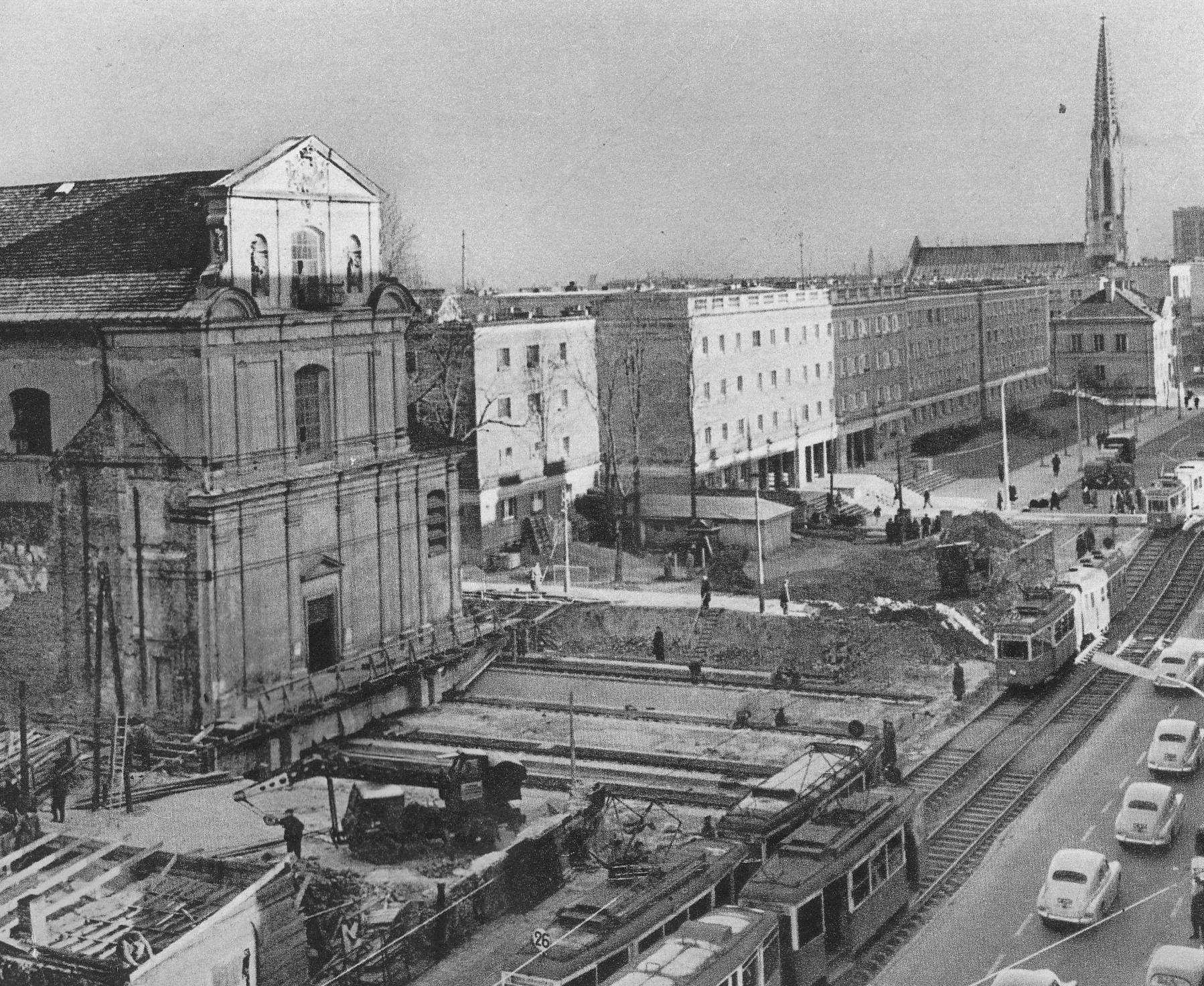
... i po przesunięciu w 1962 roku